# Pedro José Escalón
Pedro José Escalón (Santa Ana, 25 de marzo de 1847-Santa Ana, 6 de septiembre de 1923) fue un político salvadoreño, Presidente de la República (1903-1907).
Escalón pertenecía a una familia de grandes terratenientes cafetaleros del departamento de Santa Ana. Durante su presidencia, le tocó enfrentar una guerra contra Guatemala. La guerra se inició, el 9 de junio de 1906 cuando fue invadido el territorio guatemalteco por fuerzas salvadoreñas al mando del general Tomás Regalado. Durante los días comprendidos entre el 11 y el 17 de junio se desarrollaron intensos combates, en uno de los cuales murió el general Regalado en la mañana del 11 de junio. Las tropas salvadoreñas retrocedieron hacia El Salvador. Posteriormente se firmó el Tratado de Paz, Amistad y Comercio entre Guatemala y El Salvador en octubre de 1906.

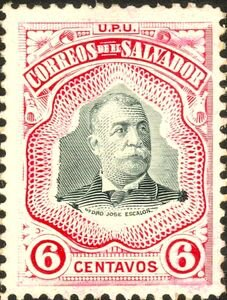
La presidencia de Escalón también marcó el comienzo de la democracia en el país. Fue a partir de su mandato que la ley permitió un máximo de cuatro años en el cargo a cada presidente.

Durante su gobierno se creó la Escuela de Comercio y Hacienda anexa al Instituto Nacional Central en diciembre de 1906 y se inició la construcción del Palacio Nacional y el Teatro Nacional de San Salvador, además de incrementar considerablemente el servicio telegráfico y telefónico agregando varios centenares de millas de nuevas líneas telefónicas y telegráficas, así como la construcción estaciones telegráficas, así como el personal necesario para su operativización y mantenimiento, e introducir el servicio de alumbrado eléctrico en la capital, San Salvador. Al término de su período, en 1907, se alejó de la política y vivió retirado en sus propiedades rurales, hasta el momento de su muerte.